# 6001 Thales
A 6001 Thales (ideiglenes jelöléssel 1988 CP2) a Naprendszer kisbolygóövében található aszteroida. Eric Walter Elst fedezte fel 1988. február 11-én.